# Panzerbein

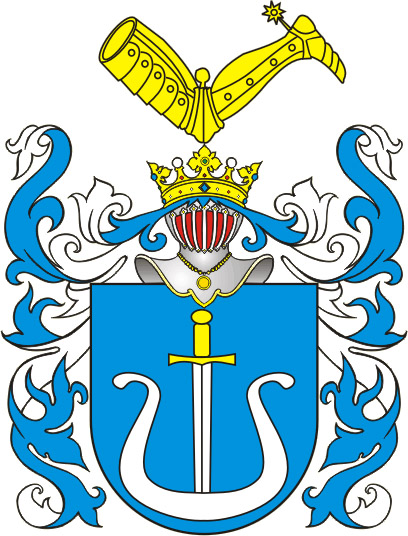
Fuß im Oberwappen von Nowina

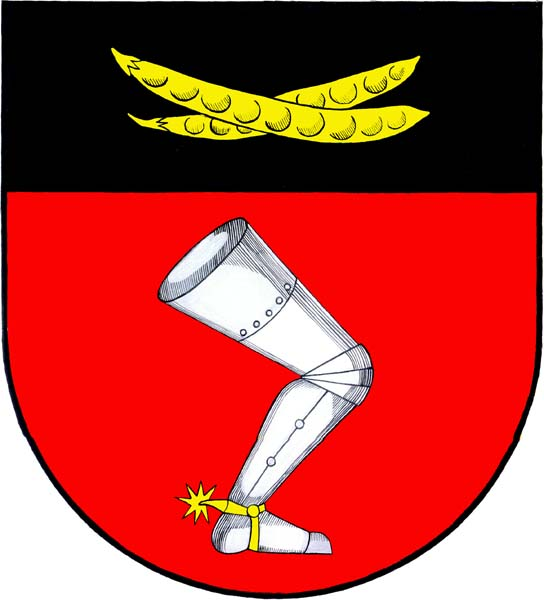
Panzerbein im Wappen von Hracholusky

Arm im Wappen von Bechenheim

Das Panzerbein ist eine heraldische Figur im Wappen. Dargestellt wird ein am Oberschenkel abgeschnittenes leicht angewinkeltes Bein, welches mit Rüstungsteilen bekleidet (geharnischt) ist. Sind drei dieser Beine wie Windmühlenflügel zusammengesetzt, bilden sie eine Triskele.
So wie das Bein, hat auch der menschliche geharnischte Arm als Panzerarm seinen Platz in der Heraldik. Er wird bevorzugt, weil verschiedene Gegenstände in der Hand eine zusätzliche Aussagekraft erzeugen können. So sind Fahnen, Schwerter oder Ringe (Stargarder Arm) beliebt.
Entsprechend der Lage im Wappenschild, wird, wenn der Arm aus dem linken Schildrand hervorkommt und angewinkelt (nicht gerade) ist, von einem Rechtarm gesprochen. Aus dem rechten Rand reicht der Linkarm hervor. Geharnischt und/oder einen Gegenstand halten ist möglich. Die Verwendung als Helmkleinod ist verbreitet.

## Einzelnachweis
1. ↑  Gert Oswald: Lexikon der Heraldik. VEB Bibliographisches Institut, Leipzig 1984 (Auch: Bibliographisches Institut, Mannheim u. a. 1985, ISBN 3-411-02149-7).